# Привид у латах: Синдром одинака 2nd GIG
Ghost in the Shell: S.A.C. 2nd GIG (яп. 攻殻機動隊 S.A.C. 2nd GIG) — сиквел аніме-серіалу «Привид у латах: Синдром одинака», знятого за мангою Масамуне Сіро «Привид в латах». Прем'єра серіалу відбулася 1 січня 2004 року в мережі Animax. Пізніше аніме транслювалося на телеканалі Nippon TV з квітня 2005 року. Всі серії мають короткометражні комедійні сцени про Татіком під назвою «Дні Татіком».

## Сюжет
У 2033 році в Японії на повний зріст постає проблема з біженцями, які мають особливе становище в країні і позбавляють роботи корінне населення. Нова адміністрація має намір вирішити проблему, шляхом відбирання привілеїв й інтеграції біженців у суспільство. Паралельно всередині уряду зріють суперечності з питання підписання нової «угоди про безпеку» з Американською імперією (далі АІ), використовувати унікальний метод очищення зараженої місцевості від радіації «Японське диво» в тандемі з ядерною потужністю АІ чи як противагу. Керівник комісії з вивчення стратегічних впливів розвідслужби кабінету міністрів Казундо Року планує використати ситуацію, що склалася, в своїх цілях і повернути суспільство в часи «холодної війни», тобто з роллю АІ як старшого брата, що було б, на його думку, найбільш правильним станом. Використовуючи свої зв'язки в промислових колах, Року створює кібермозковий вірус «одинадцять». Проникаючи у свідомість жертви, вірус поширює неправдиву ідеологію про смерть заради революції і звільнення біженців. Випущений у мережу вірус вражає спочатку пілота вертольота сил самооборони, внаслідок чого відбувається інцидент з 11 вертольотами, а потім групу не пов'язаних між собою індивідуалістів, переважно колишніх військових. Створене таким чином угруповання, що називає себе «11 індивідуалістів» на честь безвісно загиблого однойменного угруповання, в зв'язку з особливим вибірковим механізмом дії вірусу є за своєю суттю імітаторами Годи і нібито ідей 1-го угруповання, тобто направлено створеним продуктом Синдрому одинака. Члени організації здійснюють низку терористичних актів стосовно біженців, тим самим провокуючи їх на повстання. Фінальним акордом стало їх самогубство на вежі в Фукуока перед телекамерами. Один з членів угруповання Хідео Кудзе в зв'язку з особливостями своєї свідомості не чинить самогубства і надалі стає лідером біженців і повним імітатором Годи, внаслідок чого Года завжди легко пророкує його подальші дії. Використовуючи зв'язки в уряді, Года нелегально видобуває на розкопках старого ядерного реактора в Сіндзюку в колишньому Токіо збройовий плутоній, влаштовує для Кудзе неправдиву операцію з купівлі плутонію у кримінального угруповання з Росії, закладає від імені біженців ядерний заряд з частини цього плутонію на вежі в Фукуока для переконання громадськості та уряду в наявності у біженців плутонію.
9 відділ бере участь у розв'язанні проблеми з 11 вертольотами і надалі починає наступати Годі на п'яти. Года намагається максимально обійти, дискредитувати і принизити відділ: прибирає всіх свідків розслідування Тогуса з приводу ядерного реактора в Сіндзюку, використовує відділ для брудної роботи в справі 11 вертольотів, привертає 9 відділ до фальшивого транспортування плутонію, прибирає одного з 11 індивідуалістів, на якого вийшов відділ, чужими руками намагається засудити Тогусу за безпідставним звинуваченням. Кроком 9-го відділу стає злом зовнішньої пам'яті Годи і з'ясування його планів, а потім викрадення плутонію після знешкодження бомби в Фукуока з наміром передати в СПРІНГ-8, для доказу походження. Підсумковою подією стає оголошення біженцями незалежності в регіоні Дедзіма, неофіційна відставка прем'єр-міністра і спроба завдати ядерного удару по автономії з американського підводного човна. Тільки завдяки зусиллям 9-го відділу (в основному Татіком) і Кудзе вдається запобігти трагедії. Кудзе заарештовують, і потім він помирає від рук співробітників ЦРУ. Года розстріляний Мотоко за спробу покинути країну всупереч розпорядженню прем'єра.
Паралельною сюжетною гілкою проходять взаємини Мотоко і Кудзе. В дитинстві Кудзе і Мотоко потрапили в авіакатастрофу і разом боролися за життя в одній лікарні. Для Мотоко була проведена кібернітизація і їй побічно вдалося умовити Кудзе також пройти кібернітизацію. Після смерті Кудзе Мотоко впала в депресію і покинула 9-ий відділ.

## Список серій
| «Привид у латах: Синдром одинака 2nd GIG» | «Привид у латах: Синдром одинака 2nd GIG»                                                           | «Привид у латах: Синдром одинака 2nd GIG» | «Привид у латах: Синдром одинака 2nd GIG» |
| №                                         | Назва                                                                                               | Трансляція                                |                                           |
| ----------------------------------------- | --------------------------------------------------------------------------------------------------- | ----------------------------------------- | ----------------------------------------- |
| 1                                         | Перезавантаження «Saikidō REEMBODY» (再起動 REEMBODY)                                               | 1 січня 2004                              |                                           |
| 2                                         | Мрійник «Hōshoku no Boku NIGHT CRUISE» (飽食の僕 NIGHT CRUISE)                                      | 1 січня 2004                              |                                           |
| 3                                         | Вечір суботи — ранок неділі «Doyō no Yoru to Nichiyō no Asa CASH EYE» (土曜の夜と日曜の朝 CASH EYE) | 7 лютого 2004                             |                                           |
| 4                                         | Природний ворог «Tenteki NATURAL ENEMY» (天敵 NATURAL ENEMY)                                        | 7 лютого 2004                             |                                           |
| 5                                         | Мотивація «Dōki aru Monotachi INDUCTANCE» (動機ある者たち INDUCTANCE)                               | 6 березня 2004                            |                                           |
| 6                                         | Джерело тепла «Senzai Netsugen EXCAVATION» (潜在熱源 EXCAVATION)                                    | 6 березня 2004                            |                                           |
| 7                                         | Рапсодія «Музика переможених» «Kyōsō wa Bōkoku no Shirabe Pu239» (狂想は亡国の調べ Pu239)           | 3 квітня 2004                             |                                           |
| 8                                         | Вегетаріанська вечеря «Soshoku no Bansan FAKE FOOD» (素食の晩餐 FAKE FOOD)                          | 3 квітня 2004                             |                                           |
| 9                                         | Безнадійна надія «Zetsubō toiu Na no Kibō AMBIVALENCE» (絶望という名の希望 AMBIVALENCE)             | 1 травня 2004                             |                                           |
| 10                                        | Праведна злість «Ikareru Otoko TRIAL» (イカレルオトコ TRIAL)                                        | 1 травня 2004                             |                                           |
| 11                                        | Скляний лабіринт «Kusa Meikyū AFFECTION» (草迷宮 AFFECTION)                                         | 5 червня 2004                             |                                           |
| 12                                        | Безіменні «Na mo Naki Mono e SELECON» (名も無き者へ SELECON)                                        | 5 червня 2004                             |                                           |
| 13                                        | Обличчя «Kao MAKE UP» (顔 MAKE UP)                                                                  | 3 липня 2004                              |                                           |
| 14                                        | Бережись лівого ока «Hidari Me ni Ki o Tsukero POKER FACE» (左眼に気をつけろ POKER FACE)            | 3 липня 2004                              |                                           |
| 15                                        | День машин «Kikaitachi no Gogo PAT.» (機械たちの午後 PAT.)                                          | 7 серпня 2004                             |                                           |
| 16                                        | Побувати там «Soko ni Iru Koto ANOTHER CHANCE» (そこにいること ANOTHER CHANCE)                      | 7 серпня 2004                             |                                           |
| 17                                        | Як мати й дитя «Shūkō Boshi RED DATA» (修好母子 RED DATA)                                           | 4 вересня 2004                            |                                           |
| 18                                        | Поема ангела «Tenshi no Shi TRANS PARENT» (天使の詩 TRANS PARENT)                                   | 4 вересня 2004                            |                                           |
| 19                                        | Відносна реакція «Sōtai no Rensa CHAIN REACTION» (相対の連鎖 CHAIN REACTION)                        | 2 жовтня 2004                             |                                           |
| 20                                        | Заворушення на північному кордоні «Hokutan no Konmei FABRICATE FOG» (北端の混迷 FABRICATE FOG)      | 2 жовтня 2004                             |                                           |
| 21                                        | Сум'яття «Haisō EMBARRASSMENT» (敗走 EMBARRASSMENT)                                                 | 6 листопада 2004                          |                                           |
| 22                                        | Покинуте місто «Mujingai REVERSAL PROCESS» (無人街 REVERSAL PROCESS)                                | 6 листопада 2004                          |                                           |
| 23                                        | День, коли завалився міст «Hashi ga Ochiru Hi MARTIAL LAW» (橋が落ちる日 MARTIAL LAW)               | 4 грудня 2004                             |                                           |
| 24                                        | Дедзіма під ударами з повітря «Dejima, Kūbaku NUCLEAR POWER» (出島、空爆 NUCLEAR POWER)             | 4 грудня 2004                             |                                           |
| 25                                        | По один бік раю «Rakuen no Mukō e THIS SIDE OF JUSTICE» (楽園の向こうへ THIS SIDE OF JUSTICE)       | 8 січня 2005                              |                                           |
| 26                                        | Повернення до патріотизму «Yūkoku e no Kikan ENDLESS∞GIG» (憂国への帰還 ENDLESS∞GIG)                | 8 січня 2005                              |                                           |

## OVA
27 січня 2006 року в Японії вийшла DVD-версія серіалу під заголовком Ghost in the Shell SAC 2nd GIG: Individual Eleven. У фільм увійшли події основної сюжетної лінії, а також кілька нових сцен і перероблений музичний супровід. Тривалість твору склала 160 хвилин.